# 柴崎蛾王
柴崎 蛾王（しばさき がおう、1965年8月9日 - ）は、東京都出身の俳優。血液型はO型。悪役商会所属。旧芸名:柴崎孝雄。
ユーモアのセンスは悪役商会の中でも一級品で、105kgともいわれる体重を活かした殺陣は圧倒的迫力を持つ。滝川健が行った初ライブ「滝川健と仲間たち」（2006年）に、柿辰丸とともに駆けつけた。

## 出演
trick シリーズ1（テレビ朝日）2000年
- 『ぷっ』すま（テレビ朝日） - ビビリ劇団の一人
- カートゥンKAT-TUN（2009年8月19日放送、日本テレビ） - 悪役商会のオキテを教える講師
- 都市伝説の女 第8話（2012年6月1日、テレビ朝日） - 阿部有役
- 美の壺 正月特番「新春“邸宅スペシャル”」（2013年1月1日、NHK）